# Кук, Филдер
Филдер Кук (англ. Fielder Cook, 9 марта 1923 — 20 июня 2003) — американский теле- и кинорежиссер, продюсер и сценарист, трёхкратный лауреат премий «Эмми».

## Биография
Кук родился в Атланте, штат Джорджия, получил степень бакалавра литературы, закончив с отличием Университет Вашингтона и Ли, затем изучал елизаветинскую драму в Бирмингемском университете в Англии. Вернувшись в Соединённые Штаты, он начал свою карьеру во время бума телевещания и много работал над телефильмами и телесериалами.
Умер в Шарлотте, Северная Каролина, в результате инсульта. Его пережили жена и две дочери.

## Избранная фильмография

### Режиссёр
- Люкс видео театр / Lux Video Theatre (1950—1953)
- Шаблоны / Patterns (1956)
- The Kaiser Aluminum Hour / The Kaiser Aluminum Hour (1956—1957)
- Студия Один / Studio One (1957)
- Телевизионный театр Крафта / Kraft Television Theatre (1954—1958)
- Дом-герой / Home Is the Hero (1959)
- Филадельфийская история / The Philadelphia Story (1959)
- Театр 90 минут / Playhouse 90 (1958—1960)
- Диагноз: неизвестен / Diagnosis: Unknown (1960)
- Омнибус / Omnibus (1960)
- Наше американское наследие / Our American Heritage (1960)
- The United States Steel Hour / The United States Steel Hour (1961)
- Защитники / The Defenders (1962)
- Бен Кейси / Ben Casey (1961—1962)
- Одиннадцатый час / The Eleventh Hour (1962)
- Идти своим путём / Going My Way (1962)
- Шоу недели ДюПонта / The DuPont Show of the Week (1962—1963)
- Шпионаж / Espionage (1963)
- Боб Хоуп представляет театр Крайслер / Bob Hope Presents the Chrysler Theatre (1964)
- Мистер Робертс / Mister Roberts (1965)
- Большой куш для маленькой леди / A Big Hand for the Little Lady (1966)
- Бригадун / Brigadoon (1966)
- Как спасти брак и разрушить свою жизнь / How to Save a Marriage and Ruin Your Life (1968)
- Пруденс и пилюля / Prudence and the Pill (1968)
- Who Killed the Mysterious Mr. Foster? (1971)
- Субботний ночной театр ITV / ITV Sunday Night Theatre (1971)
- Прощай, Тряпичная Энни / Goodbye, Raggedy Ann (1971)
- The Homecoming: A Christmas Story (1971)
- Орёл в клетке / Eagle in a Cage (1972)
- Руки Кормака Джойса / The Hands of Cormac Joyce (1972)
- Из архива миссис Базиль Э. Франквайлер, самого запутанного в мире / From the Mixed-Up Files of Mrs. Basil E. Frankweiler (1973)
- Чудо на 34-й улице / Miracle on 34th Street (1973)
- Бикон-Хилл / Beacon Hill (1975)
- Велли-Фордж / Valley Forge (1975)
- Красавица и Чудовище / Beauty and the Beast (1976)
- A Love Affair: The Eleanor and Lou Gehrig Story (1977)
- Я знаю, почему поёт птица в клетке / I Know Why the Caged Bird Sings (1979)
- Гоген дикарь / Gauguin the Savage (1980)
- Семейное воссоединение / Family Reunion (1981)
- Почему я? / Why Me? (1984)
- Эвергрин / Evergreen (1985)
- Лови момент / Seize the Day (1986, по Солу Беллоу)
- Американский драматургический театр / The American Playwrights Theater: The One Acts (1989)

### Продюсер
- Телевизионный театр Крафта / Kraft Television Theatre (1955)
- The Kaiser Aluminum Hour / The Kaiser Aluminum Hour (1956)
- Шоу недели ДюПонта / The DuPont Show of the Week ()
- Большой куш для маленькой леди / A Big Hand for the Little Lady (1966)
- Бригадун / Brigadoon (1966)
- Прощай, Тряпичная Энни / Goodbye, Raggedy Ann (1971)
- Велли-Фордж / Valley Forge (1975)

### Сценарист
- Студия Один / Studio One (1950)
- Телевизионный театр Крафта / Kraft Television Theatre (1951)
- The Kaiser Aluminum Hour / The Kaiser Aluminum Hour (1957)